# Janet Gardner
Janet Patricia Gardner (ur. 21 marca 1962 w Juneau, Alaska) – amerykańska piosenkarka i gitarzystka rockowa, najbardziej znana z działalności w glam metalowym zespole Vixen. Wokalistka jest uważana za jedną z najlepszych frontwomen heavymetalowych.